# アイシュワリヤー・ラクシュミ
アイシュワリヤー・ラクミシュ（Aishwarya Lekshmi、1991年9月6日 - ）は、インドのマラヤーラム語映画、タミル語映画で活動する女優。フィルムフェア賞 南インド映画部門、ケララ映画批評家協会賞、南インド国際映画賞受賞者。
2017年に『Njandukalude Nattil Oridavela』で女優デビューし、『Mayaanadhi』『Varathan』『Vijay Superum Pournamiyum』『Argentina Fans Kaattoorkadavu』などに出演した。このほか、『ACTION アクション!!』でタミル語映画デビューし、『アムー 〜負けない心〜』でテルグ語映画デビューしている。

## 生い立ち
1991年9月6日にケララ州ティルヴァナンタプラムで生まれ、同地の聖天使修道院学校とトリッシュールの聖心女子修道院学校で教育を受けた。2017年にエルナクラム県のシュリー・ナーラーヤナ医科大学で医学博士号を取得し、インターンシップも修了している。その後はティルヴァナンタプラムとコーチを活動拠点にしている。

## キャリア
2014年からモデル活動を始め、『Flower World』『Salt Studio』『ヴァニタ』『FWD Life』などの雑誌で表紙モデルを務めた。また、複数のブランドモデルも務めている。
当初は「演技の道に進むつもりはなかった」と語っていたが、大学卒業後に『Njandukalude Nattil Oridavela』のキャストに応募して起用され、女優デビューした。トヴィノ・トーマスと共演した『Mayaanadhi』では女優を目指す女性アパルナー・ラヴィ役を演じ、批評家から演技を絶賛された。2018年は『Varathan』でファハド・ファーシルと共演し、2019年には3本のマラヤーラム語映画（『Vijay Superum Pournamiyum』『Argentina Fans Kaattoorkadavu』『Brother's Day』）に出演し、ヴィシャール主演の『ACTION アクション!!』でタミル語映画デビューした。2021年はNetflix配信の『トリッキー・ワールド』でダヌシュと共演し、2022年にはマニラトナムの『PS1 黄金の河』に出演し、『ガルギ 正義の女神』ではプロデューサーを務めた。2023年は『PS1 黄金の河』の続編『PS2 大いなる船出』に出演し、『Christopher』ではマンムーティと共演している。

## フィルモグラフィー
| 年   | 作品                            | 役名                                 | 言語           | 備考                          | 出典   |
| ---- | ------------------------------- | ------------------------------------ | -------------- | ----------------------------- | ------ |
| 2017 | Njandukalude Nattil Oridavela   | レイチェル                           | マラヤーラム語 |                               | [ 16 ] |
| 2017 | Mayaanadhi                      | アパルナー・ラヴィ                   | マラヤーラム語 |                               | [ 17 ] |
| 2018 | Varathan                        | プリヤー・ポール                     | マラヤーラム語 |                               | [ 18 ] |
| 2019 | Vijay Superum Pournamiyum       | ピンキー/ポールナミ                  | マラヤーラム語 |                               | [ 19 ] |
| 2019 | Argentina Fans Kaattoorkadavu   | メフルニサ・カデルクッティ           | マラヤーラム語 |                               | [ 20 ] |
| 2019 | Brother's Day                   | サンタ/ペーニ                        | マラヤーラム語 |                               | [ 21 ] |
| 2019 | ACTION アクション!!             | メーラ                               | タミル語       |                               | [ 22 ] |
| 2021 | トリッキー・ワールド            | アッティラ                           | タミル語       |                               | [ 23 ] |
| 2021 | Laughing Budha                  | ドクター・エンジェル                 | マラヤーラム語 |                               | [ 24 ] |
| 2021 | Kaanekkaane                     | スネーハー・ジョージ                 | マラヤーラム語 |                               | [ 25 ] |
| 2022 | Putham Pudhu Kaalai Vidiyaadhaa | ショービ                             | タミル語       | 「Nizhal Tharum Idham」に出演 | [ 26 ] |
| 2022 | Archana 31 Not Out              | アルチャナ                           | マラヤーラム語 |                               | [ 27 ] |
| 2022 | Godse                           | ヴァイシャリ                         | テルグ語       |                               | [ 28 ] |
| 2022 | ガルギ 正義の女神               | アハリヤ                             | タミル語       | 製作兼務                      | [ 29 ] |
| 2022 | Captain                         | カヴィヤ                             | タミル語       |                               | [ 30 ] |
| 2022 | PS1 黄金の河                    | プーングラリ                         | タミル語       |                               | [ 31 ] |
| 2022 | アムー 〜負けない心〜           | アムダ・ラヴィンドラナート（アムー） | テルグ語       |                               | [ 32 ] |
| 2022 | Kumari                          | クマーリー・デーヴァン               | マラヤーラム語 |                               | [ 33 ] |
| 2022 | Gatta Kusthi                    | キールティ・ナーイル                 | タミル語       |                               | [ 34 ] |
| 2023 | Christopher                     | アミナ弁護士                         | マラヤーラム語 |                               | [ 15 ] |
| 2023 | PS2 大いなる船出                | プーングラリ                         | タミル語       |                               | [ 35 ] |
| 2023 | King of Kotha                   | ターラー                             | マラヤーラム語 |                               | [ 36 ] |
| 2024 | Pon Ondru Kanden                | スンダリ（サンディ）                 | タミル語       |                               | [ 37 ] |
| 2024 | Thug Life                       |                                      | タミル語       |                               | [ 38 ] |

## 評価

### 人物評
アイシュワリヤー・ラクミシュは、マラヤーラム語映画界で最も出演料が高額な女優に挙げられている。2018年と2019年に『コーチ・タイムズ』が選ぶ「最も魅力的な女性リスト」の第1位にランクインし、2020年には第4位にランクインしている。また、『Mayaanadhi』の演技は『フィルム・コンパニオン』が選ぶ「10年間で最も素晴らしい演技ベスト100」に選出されている。

### 受賞歴

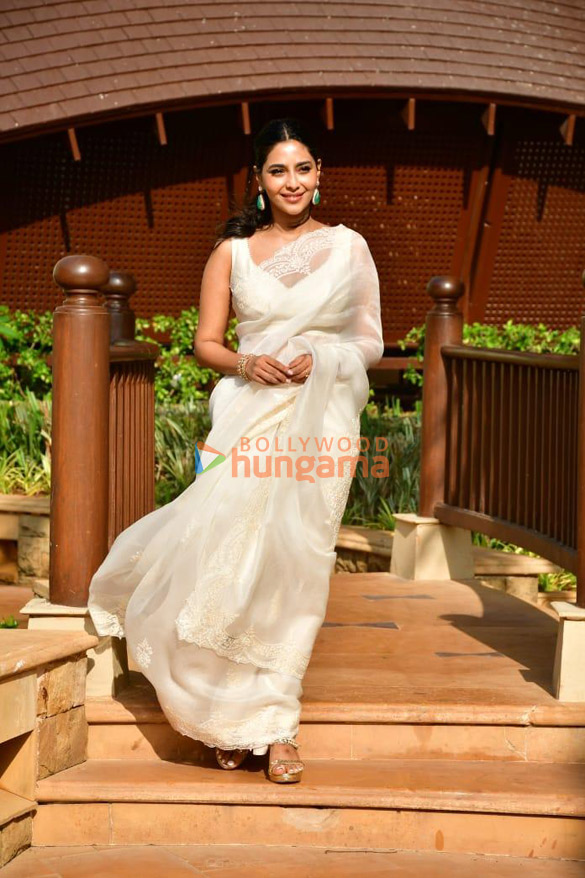
『PS2 大いなる船出』プロモーション中のアイシュワリヤー・ラクシュミ（2023年）

| 年                                | 部門                                   | 作品                              | 結果                              | 出典                              |
| フィルムフェア賞 南インド映画部門 | フィルムフェア賞 南インド映画部門      | フィルムフェア賞 南インド映画部門 | フィルムフェア賞 南インド映画部門 | フィルムフェア賞 南インド映画部門 |
| --------------------------------- | -------------------------------------- | --------------------------------- | --------------------------------- | --------------------------------- |
| 2018年                            | 新人女優賞                             | 『Njandukalude Nattil Oridavela』 | 受賞                              | [ 44 ]                            |
| 2018年                            | マラヤーラム語映画部門主演女優賞       | 『Mayaanadhi』                    | ノミネート                        | [ 44 ]                            |
| 2019年                            | マラヤーラム語映画部門主演女優賞       | 『Varathan』                      | ノミネート                        | [ 45 ]                            |
| 2024年                            | マラヤーラム語映画部門主演女優賞       | 『Kumari』                        | ノミネート                        | [ 46 ] [ 47 ] [ 48 ]              |
| 2024年                            | タミル語映画部門主演女優賞             | 『Gatta Kusthi』                  | ノミネート                        | [ 46 ] [ 47 ] [ 48 ]              |
| 2024年                            | タミル語映画部門助演女優賞             | 『PS1 黄金の河』                  | ノミネート                        | [ 46 ] [ 47 ] [ 48 ]              |
| 2024年                            | テルグ語映画部門助演女優賞             | 『アムー 〜負けない心〜』         | ノミネート                        | [ 46 ] [ 47 ] [ 48 ]              |
| 南インド国際映画賞                |                                        |                                   |                                   |                                   |
| 2018年                            | マラヤーラム語映画部門新人女優賞       | 『Njandukalude Nattil Oridavela』 | ノミネート                        | [ 49 ] [ 50 ]                     |
| 2018年                            | マラヤーラム語映画部門主演女優賞       | 『Mayaanadhi』                    | ノミネート                        | [ 49 ] [ 50 ]                     |
| 2018年                            | マラヤーラム語映画部門審査員選出女優賞 | 『Mayaanadhi』                    | 受賞                              | [ 49 ] [ 50 ]                     |
| 2019年                            | マラヤーラム語映画部門主演女優賞       | 『Varathan』                      | 受賞                              | [ 51 ]                            |
| 2022年                            | マラヤーラム語映画部門主演女優賞       | 『Kaanekkaane』                   | 受賞                              | [ 52 ]                            |
| 2023年                            | タミル語映画部門主演女優賞             | 『Gatta Kusthi』                  | ノミネート                        | [ 53 ]                            |
| IIFAウトサヴァム                  |                                        |                                   |                                   |                                   |
| 2024年                            | タミル語映画部門助演女優賞             | 『PS2 大いなる船出』              | ノミネート                        | [ 54 ]                            |
| ケララ映画批評家協会賞            |                                        |                                   |                                   |                                   |
| 2018年                            | 第2位女優賞                            | 『Mayaanadhi』                    | 受賞                              | [ 55 ]                            |
| アジアヴィジョン賞                |                                        |                                   |                                   |                                   |
| 2019年                            | 女性スター賞                           | 『Varathan』                      | 受賞                              | [ 56 ]                            |
| アジアネット・コメディ賞          |                                        |                                   |                                   |                                   |
| 2017年                            | 有望俳優賞                             | 『Njandukalude Nattil Oridavela』 | 受賞                              |                                   |
| アジアネット映画賞                |                                        |                                   |                                   |                                   |
| 2018年                            | 新人女優賞                             | 『Njandukalude Nattil Oridavela』 | 受賞                              |                                   |
| 2019年                            | 主演女優賞                             | 『Varathan』                      | ノミネート                        | [ 57 ]                            |
| 2019年                            | 大衆女優賞                             | 『Varathan』                      | 受賞                              | [ 57 ]                            |
| ヴァニタ映画賞                    |                                        |                                   |                                   |                                   |
| 2018年                            | ロマンティック・ヒロイン賞             | 『Mayaanadhi』                    | 受賞                              |                                   |
| 2019年                            | 大衆女優賞                             | 『Varathan』                      | 受賞                              | [ 58 ]                            |
| CPCシネ・アワード                 |                                        |                                   |                                   |                                   |
| 2019年                            | 主演女優賞                             | 『Varathan』                      | 受賞                              | [ 59 ]                            |